# 琴空バス

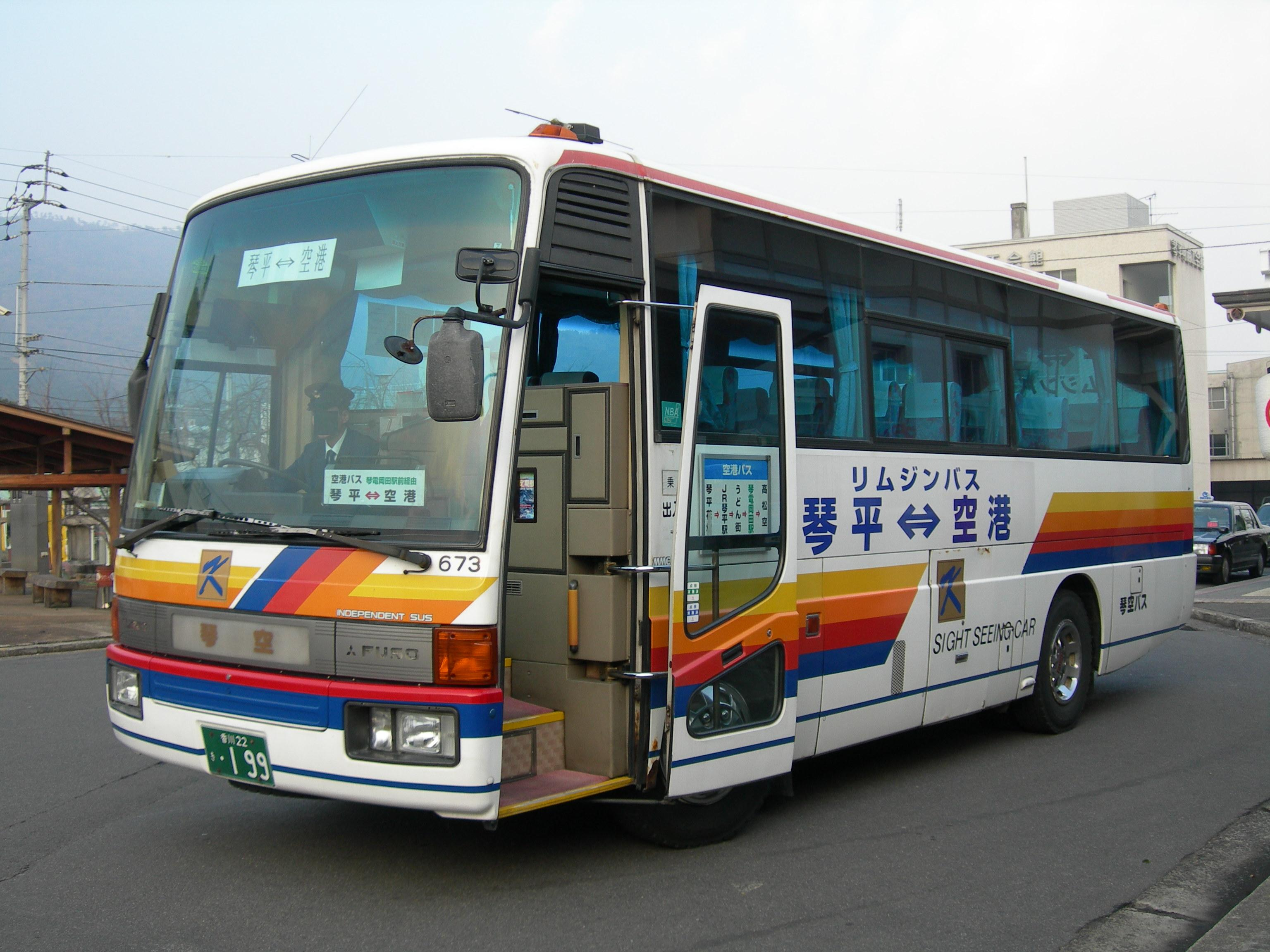
琴平駅前にて

有限会社琴空バス（きんくうバス）は、香川県仲多度郡まんのう町に所在し路線バス・貸切バスを運行する企業である。日本バス協会傘下の香川県バス協会の会員である。
2006年5月1日に、琴平参宮電鉄（現在の琴参バス）から高松空港連絡特急バス（琴平〜琴電岡田駅前 - 高松空港間）の移管を受けて路線バスの運行を開始した。

## 車庫所在地
- 本社

香川県仲多度郡まんのう町佐文801-1
かつては香川県善通寺市大麻町31番地（琴参バス琴平営業所に隣接）、仲多度郡まんのう町佐文854-5にあった。

## 路線
空港線
- 下り（琴平発）
  - 大麻町→紅梅亭前→琴参閣前→大宮橋→JR琴平駅前→琴中前（琴平中学校前）→まんのう町役場前→うどん街道[注釈 1]→NEWレオマワールド→高松空港
    - 大麻町～琴中前で乗車の場合、うどん街道、NEWレオマワールドでも下車可能。
    - うどん街道から乗車の場合、NEWレオマワールドでも下車可能。
- 上り（高松空港発）
  - 高松空港→NEWレオマワールド→うどん街道→まんのう町役場前→琴中前→こんぴらさん入口→八千代前→大宮橋→JR琴平駅前→琴参閣前→紅梅亭前→大麻町
    - NEWレオマワールドと、うどん街道からも乗車可能。NEWレオマワールドから乗車の場合は、うどん街道でも下車可能。

- 2008年7月10日 : 経路変更。イオン綾川バス停（高松琴平電気鉄道琴平線綾川駅開業後に綾川駅バス停に名称変更）新設。
- 2014年6月1日 : 経路変更。琴電前（琴電琴平駅前）、琴小、今橋、榎井、琴電岡田駅前を廃止、大宮橋、岡田バス停を新設。
- 2014年7月1日 : 経路変更。綾川駅バス停を廃止。[注釈 2]
- 2018年4月1日 : 経路変更。NEWレオマワールド、琴中前、こんぴらさん入口バス停を新設。岡田、琴平花壇バス停を廃止。

## 車両
合計10両保有している。
- 大型 : 5台
- 中型 : 2台
- 小型（マイクロ） : 3台

空港リムジン用の中型バス1両（エアロバスMM）は、ヤドンのラッピング仕様になっている。